# Caccia al tesoro con Montana
Caccia al tesoro con Montana (モンタナ・ジョーンズ?, Montana Jōnzu) è un anime italo-giapponese creato da Marco e Gi Pagot e prodotto da Tetsuo Imazawa.
Ispirata alla serie cinematografica di Indiana Jones. La sigla italiana è scritta da Alessandra Valeri Manera su musica di Franco Fasano ed interpretata da Cristina D'Avena.

## Trama
Il protagonista è Montana, un puma, accompagnato da Alfred, un gattopardo e dalla gattina Melissa. Ogni avventura è legata alla ricerca di un tesoro (Incas, indiani, egizi o altri) da portare poi nei musei più prestigiosi (come il Louvre), alle prese del perfido Lord Zero e dei suoi scagnozzi Slim & Slam e il dott. Nitro.

## Episodi
| Nº | Giapponese 「Kanji」 - Rōmaji                                                                                      | In onda           | In onda     |
| Nº | Giapponese 「Kanji」 - Rōmaji                                                                                      | Giapponese        | Italiano    |
| 1  | 「翼よあれがマヤの灯だ」 - Tsubasa yo are ga Maya no akari da                                                      | 2 aprile 1994     | giugno 1997 |
| 1  | Ambientazione: Messico                                                                                             |                   |             |
| 2  | 「海底２万センチ カリブの謎」 - Kaitei niman senchi: Karibu no nazo                                                | 9 aprile 1994     | -           |
| 2  | Ambientazione: Caraibi                                                                                             |                   |             |
| 3  | 「イスタンブールより愛をこめて」 - Isutanbūru yori ai wo komete                                                    | 16 aprile 1994    | -           |
| 3  | Ambientazione: Turchia (Istanbul)                                                                                  |                   |             |
| 4  | La Bibbia dell'imperatore Carlo IV 「誰がためにプラハの鐘はなる」 - Dare ga tame ni Puraha no kane wa naru         | 23 aprile 1994    | -           |
| 4  | Ambientazione: Repubblica Ceca (Praga)                                                                             |                   |             |
| 5  | 「タージマハルの秘かな愉しみ」 - Tājimaharu no hisoka na tanoshimi                                                 | 30 aprile 1994    | -           |
| 5  | Ambientazione: India                                                                                               |                   |             |
| 6  | Il tesoro di Santa Sofia 「雪男はチベットがお好き」 - Yuki-otoko wa Chibetto ga wo suki                            | 7 maggio 1994     | -           |
| 6  | Ambientazione: Tibet                                                                                               |                   |             |
| 7  | 「ピラミッドの鍵貸します」 - Piramiddo no kagi kashimasu                                                           | 14 maggio 1994    | -           |
| 7  | Ambientazione: Egitto                                                                                              |                   |             |
| 8  | 「突然アーサー王のごとく」 - Totsuzen Āsā-ō no gotoku                                                              | 21 maggio 1994    | -           |
| 8  | Ambientazione: Inghilterra                                                                                         |                   |             |
| 9  | Il codice segreto degli incas 「コンドルは舞いおりた・インカの秘宝」 - Kondoru wa mai orita: Inka no hihō          | 28 maggio 1994    | -           |
| 9  | Ambientazione: Perù                                                                                                |                   |             |
| 10 | Traffico a Chinatown 「チャイナタウンに手を出すな」 - Chainataun ni te wo dasu na                                  | 4 giugno 1994     | -           |
| 10 | Ambientazione: Stati Uniti d'America (San Francisco)                                                               |                   |             |
| 11 | 「バイキングはわかってくれない」 - Baikingu wa wakatte kurenai                                                     | 11 giugno 1994    | -           |
| 11 | Ambientazione: Svezia (Gotland)                                                                                    |                   |             |
| 12 | 「燃えよバビロン！」 - Moeyo Babiron!                                                                              | 18 giugno 1994    | -           |
| 12 | Ambientazione: Iraq                                                                                                |                   |             |
| 13 | Viaggio in Spagna 「アルハンブラのある夜の出来事」 - Aruhanbura no aru yoru no deki goto                           | 25 giugno 1994    | -           |
| 13 | Ambientazione: Spagna (Alhambra)                                                                                   |                   |             |
| 14 | La scomparsa di Alfred 「アンコールワットは危険な香り」 - Ankōruwatto wa kiken na kaori                            | 2 luglio 1994     | -           |
| 14 | Ambientazione: Germania (Castello di Neuschwanstein)                                                               |                   |             |
| 15 | 「ラスト騎士［ナイト］・イン・パリ」 - Rasuto Naito in Pari                                                        | 9 luglio 1994     | -           |
| 15 | Ambientazione: Cambogia (Angkor Wat)                                                                               |                   |             |
| 16 | 「白鳥城からの脱出」 - Hakuchō jō kara no dasshutsu                                                                | 16 luglio 1994    | -           |
| 16 | Ambientazione: Israele/Francia                                                                                     |                   |             |
| 17 | 「アポロン神殿・デルフィで昼食を」 - Aporon shinden: Derufi de chūshoku wo                                         | 23 luglio 1994    | -           |
| 17 | Ambientazione: Grecia (Delfi)                                                                                      |                   |             |
| 18 | 「香港で激突！皇帝の指令を探せ」 - Honkon de gekitotsu! Kōtei no shirei wo sagase                                  | 30 luglio 1994    | -           |
| 18 | Ambientazione: Cina (Hong Kong)                                                                                    |                   |             |
| 19 | 「ミラノ大捜査線」 - Mirano dai sōsa sen                                                                           | 6 agosto 1994     | -           |
| 19 | Ambientazione: Italia (Firenze)                                                                                    |                   |             |
| 20 | 「寒い国から来た招待」 - Samui kuni kara kita shōtai                                                               | 13 agosto 1994    | -           |
| 20 | Ambientazione: Russia                                                                                              |                   |             |
| 21 | 「王様と私・ジンバブエの黄金」 - Ō-sama to watashi: Jinbabue no ōgon                                               | 20 agosto 1994    | -           |
| 21 | Ambientazione: Zimbabwe                                                                                            |                   |             |
| 22 | 「赤い砂漠の大冒険」 - Akai sabaku no dai bōken                                                                    | 27 agosto 1994    | -           |
| 22 | Ambientazione: Australia (Ayers Rock)                                                                              |                   |             |
| 23 | 「モンテカルロに進路をとれ」 - Montekaruro ni shinro wo tore                                                       | 3 settembre 1994  | -           |
| 23 | Ambientazione: Principato di Monaco                                                                                |                   |             |
| 24 | 「シルクロード大攻防戦」 - Shirukurōdo dai kōbō sen                                                                | 10 settembre 1994 | -           |
| 24 | Ambientazione: Giordania                                                                                           |                   |             |
| 25 | 「緊急指令！イースター島異常あり」 - Kinkyū shirei! Īsutā-tō ijō ari                                               | 17 settembre 1994 | -           |
| 25 | Ambientazione: Cile (Isola di Pasqua)                                                                              |                   |             |
| 26 | 「王様は二つの鐘を鳴らす」 - Ō-sama wa futatsu no kane wo narasu                                                   | 24 settembre 1994 | -           |
| 26 | Ambientazione: Birmania                                                                                            |                   |             |
| 27 | Viaggio in Mongolia 「モンゴル高原・荒野の三人」 - Mongoru-kōgen: arano no san-nin                                 | 1º ottobre 1994   | -           |
| 27 | Ambientazione: Mongolia                                                                                            |                   |             |
| 28 | La corona reale 「古城の恋のメロディ」 - Kojō no koi no merodi                                                     | 8 ottobre 1994    | -           |
| 28 | Ambientazione: Scozia                                                                                              |                   |             |
| 29 | 「クレタ島・迷宮にご用心」 - Kureta-tō: meikyū ni go-yōjin                                                         | 15 ottobre 1994   | -           |
| 29 | Ambientazione: Grecia (Creta)                                                                                      |                   |             |
| 30 | 「エルドラドの冒険者たち」 - Erudorado no bōkensha-tachi                                                           | 22 ottobre 1994   | -           |
| 30 | Ambientazione: Colombia                                                                                            |                   |             |
| 31 | La statua d'oro di Karnak 「ナイル強奪事件・神殿の秘密」 - Nairu gōdatsu jiken: Shinden no himitsu                 | 29 ottobre 1994   | -           |
| 31 | Ambientazione: Egitto (Karnak)                                                                                     |                   |             |
| 32 | Il tesoro del califfo 「アラビアンナイト・カリフの熱い夜」 - Arabian Naito: Karifu no atsui yoru                   | 5 novembre 1994   | -           |
| 32 | Ambientazione: Iraq                                                                                                |                   |             |
| 33 | 「海賊に明日はない」 - Kaizoku ni ashita wa nai                                                                    | 12 novembre 1994  | -           |
| 33 | Ambientazione: Portogallo (Torre di Belém)                                                                         |                   |             |
| 34 | Il vascello di re Tolomeo 「ドラキュラ城のトリコ」 - Dorakyura-jō no toriko                                        | 19 novembre 1994  | -           |
| 34 | Ambientazione: Egitto                                                                                              |                   |             |
| 35 | 「ＳＯＳケティ号・忘れられた孤島」 - Esu ō esu keti-gō: wasurerareta kotō                                          | 26 novembre 1994  | -           |
| 35 | Ambientazione: Cina                                                                                                |                   |             |
| 36 | 「地下より永遠［とわ］に・始皇帝の遺産」 - Chika yori towa ni: shikōtei no isan                                    | 3 dicembre 1994   | -           |
| 36 | Ambientazione: Austria                                                                                             |                   |             |
| 37 | 「モーツァルトにラブソングを」 - Mōtsaruto ni rabusongu wo                                                         | 10 dicembre 1994  | -           |
| 37 | Ambientazione: Russia                                                                                              |                   |             |
| 38 | La collana della Regina 「バイカルは燃えているか」 - Baikaru wa moete iru ka                                       | 17 dicembre 1994  | -           |
| 38 | Ambientazione: Paesi Bassi/Belgio                                                                                  |                   |             |
| 39 | 「風車とダイヤモンド」 - Kazaguruma to daiyamondo                                                                  | 7 gennaio 1995    | -           |
| 39 | Ambientazione: Indonesia                                                                                           |                   |             |
| 40 | 「失われたレムリアを求めて」 - Ushinawareta Remuria wo motomete                                                    | 14 gennaio 1995   | -           |
| 40 | Ambientazione: Francia                                                                                             |                   |             |
| 41 | 「お宝は天使の匂い」 - O-takara wa tenshi no nioi                                                                  | 21 gennaio 1995   | -           |
| 41 | Ambientazione: Germania                                                                                            |                   |             |
| 42 | Il tempio di Artemide 「小さな目撃者・ラインの黄金」 - Chīsa na mokugekisha: Rain no ōgon                          | 28 gennaio 1995   | -           |
| 42 | Ambientazione: Turchia (Efeso)                                                                                     |                   |             |
| 43 | 「女神の金庫は危険がいっぱい」 - Megami no kinko wa kiken ga ippai                                                 | 4 febbraio 1995   | -           |
| 43 | Ambientazione: Stati Uniti d'America                                                                               |                   |             |
| 44 | Viaggio in Transilvania 「クリフパレスの禁じられた遊び」 - Kurifu Paresu no kinjirareta asobi                      | 11 febbraio 1995  | -           |
| 44 | Ambientazione: Romania (Transilvania)                                                                              |                   |             |
| 45 | 「エトルリアの黒い罠」 - Etoruria no kuroi wana                                                                    | 18 febbraio 1995  | -           |
| 45 | Ambientazione: Italia (Cerveteri)                                                                                  |                   |             |
| 46 | 「アルフレッド怒りの脱出」 - Arufureddo ikari no dasshutsu                                                         | 25 febbraio 1995  | -           |
| 46 | Ambientazione: Messico                                                                                             |                   |             |
| 47 | 「マルコ・ポーロ、ベニスに消ゆ」 - Maruko Pōro, Benisu ni shōyu                                                    | 4 marzo 1995      | -           |
| 47 | Ambientazione: Italia (Venezia)                                                                                    |                   |             |
| 48 | Il tesoro della città antica 「サハラの熱い日」 - Sahara no atsui hi                                               | 11 marzo 1995     | -           |
| 48 | Ambientazione: Algeria                                                                                             |                   |             |
| 49 | 「スイスの危険なめぐりあい」 - Suisu no kiken na meguriai                                                          | 18 marzo 1995     | -           |
| 49 | Ambientazione: Svizzera                                                                                            |                   |             |
| 50 | L'armatura d'oro del samurai 「日本へ！嘆きの戦士・義経の財宝」 - Nippon he! Nageki no senshi: yoshitsune no zaihō | 25 marzo 1995     | -           |
| 50 | Ambientazione: Giappone                                                                                            |                   |             |
| 51 | 「ミシシッピの大いなる遺産」 - Mishishippi no ōi naru isan                                                         | 1º aprile 1995    | -           |
| 51 | Ambientazione: Stati Uniti d'America                                                                               |                   |             |
| 52 | 「さらばサバンナの陽」 - Saraba sabanna no hi                                                                      | 8 aprile 1995     | -           |
| 52 | Ambientazione: Africa                                                                                              |                   |             |